# Гафури (Буздякский район)
Гафури (баш. Ғафури) — село в Буздякском районе Башкортостана, центр Гафурийского сельсовета.

## История
В 2002 году объединено с нп. 1417 км, согласно Постановлению Государственного собрания РБ от 16.05.2002 № ГС-757 (ред. от 28.10.2003).
Ранее название: посёлок Чукраклы. Сюда приезжал Мажит Гафури с семьёй летом на кумыс.

## Население
| 2002 | 2009 | 2010 |
| ---- | ---- | ---- |
| 641  | ↗702 | ↘609 |

Согласно переписи 2002 года, преобладающие национальности — татары (37 %), башкиры (35 %).

## Географическое положение
Расстояние до:
- районного центра (Буздяк): 7 км,
- ближайшей ж/д станции (Буздяк): 9 км.

## Улицы
- Вокзальная, примыкает к платформе Гафури;
- Мира;
- Молодёжная;
- Первомайская;
- Рабочая;
- Школьная.